# Ernst Josephson
Ernst Josephson (Stoccolma, 16 aprile 1851 – 22 novembre 1906) è stato un pittore svedese di una prominente famiglia ebrea, i cui lavori principali sono incentrati su ritratti della vita folk ebraica.
Eseguì i suoi studi d'arte in Italia, Francia e Paesi Bassi, tra tutti, ed è noto per aver detto, all'età di 20 anni, la frase: "O diventerò il Rembrandt svedese oppure morirò".
Comunque, la sua vita fu sposata alla malattia. Contrasse la sifilide ad un'età relativamente giovane, e nel 1888 si ammalò mentalmente durante una visita in Bretagna, avendo allucinazioni religiose e credendo di essere Dio e Cristo.
Fu successivamente portato in ospedale ad Uppsala e gli fu diagnosticata la schizofrenia, ma continuò a lavorare durante la malattia, spesso mentre era in stato di trance.
Scrisse anche poesie, nelle collezioni Svarta rosor (1888, Rose Nere) e Gula rosor (1896, Rose Gialle). Il suo principale lavoro, Strömkarlen (1884, la Nix), fu rifiutato dal Museo Nazionale di Stoccolma. Comunque fu poi comprato dal principe Eugenio di Svezia.
Ernst Josephson è inoltre il nonno dell'attore svedese Erland Josephson.
Su di lui è stato girato il lungometraggio Jag skall bli Sveriges Rembrandt eller dö! di Göran Gunér (1990)